# Marija Alexandrowna Feklistowa
Marija Alexandrowna Feklistowa (russisch Мари́я Алекса́ндровна Фекли́стова; * 12. Mai 1976 in Ischewsk, Russische SFSR) ist eine ehemalige russische Sportschützin.

## Erfolge
Bei den Olympischen Spielen 2000 in Sydney nahm Marija Feklistowa mit dem Kleinkalibergewehr in der Konkurrenz im Dreistellungskampf über 50 m teil. Sie qualifizierte sich als Sechste mit 582 Punkten für die Finalrunde, in der sie mit 97,9 Punkten das zweitbeste Ergebnis schoss. Dadurch erzielte sie 679,9 Punkte, mit denen sie den Wettbewerb auf dem dritten Rang abschloss und die Bronzemedaille erhielt.
Marija Feklistowa ist verheiratet und hat ein Kind.